# Dhenkanal (stato)
Lo Stato di Dhenkanal fu uno stato principesco del subcontinente indiano, avente per capitale la città di Dhenkanal.

## Storia

### La fondazione dello stato
Nel 1530, Dhenkanal venne fondato come principato tribale sotto il governo di Sabara. Una campagna militare lanciata da Harisingh Vidyadhara, comandante e ministro del gajapati maharaja, Prataparudra Deva, portò alla nascita dello stato. Harisingh Vidyadhara apparteneva alla dinastia Bhoi; suo fratello Govinda Vidyadhara in seguito detronizzò i successori di Prataparudra Deva, divenendo maharaja di Odisha. Dhenkanal, situata a 150 km a nord di Puri, venne conquistata da Vidyadhara utilizzando cavalleria e fanteria e lui venne nominato raja di Dhenkanal.
Nel XVIII secolo, il regno subì l'attacco delle forze maratha durante il regno di Trilochana Deva. Gli eventi della guerra maratha-Dhenakanal del 1781 vennero ricordati nella ballata popolare dal titolo Samara Taranga composta da Brajanath Badajena. Il raja Bhagirathi Pratap divenne un personaggio particolarmente popolare, e poi ottenne dagli inglesi il titolo personale di mahindra bahadur.

### Il XX secolo
Il primogenito di Pratap Singh, il principe Shankar Pratap, divenne raja nel 1926, sebbene per la sua minore età fosse sottoposto ad una reggenza. Venne inviato in Inghilterra per compiere i propri studi, e ottenne i pieni poteri al suo ritorno a Dhenkanal.
Mentre il principe si trovava in Inghilterra, suo fratello minore Pattayat Nrusingha Pratap Singh Deo venne incaricato con altri del ruolo di reggente di Dhenkanal in sua vece. Questi fece costruire un grande palazzo di 100 stanze a Jatan Nagar usando i condannati ai lavori forzati, e risulta che i lavoratori vennero pesantemente torturati per accelerare la costruzione prima del ritorno del monarca legittimo.

### La rivolta
Di fronte all'inasprirsi delle condizioni di vita della popolazione, fu organizzata una rivolta guidata da Harmohan Patnaik, nipote di Bebarta Jagannath Patnaik e di Dewan Damodar Patnaik. Harmohan Patnaik formò coi suoi sostenitori un partito denominato Praja Mandal del quale venne poi eletto presidente. Fu questo il primo partito politico in assoluto organizzato nell'India britannica.
Il raja allora chiamò gli inglesi per reprimere la rivolta. Un giovane ragazzo di nome Baji Rout si rifiutò di accogliere i soldati inglesi a bordo della sua imbarcazione per permettere loro di sbarcare sulle coste dello stato. Un ufficiale inglese lo uccise con un colpo di pistola assieme ad altri cinque abitanti del villaggio locale e questo incidente inasprì ancora di più la rivolta anziché placarla.
Il Praja Mandal mobilitò le masse, raccogliendo anche l'adesione dell'Indian National Congress. Le forze del raja riuscirono a catturare e a imprigionare Harmohan Patnaik, ma il palazzo del principe venne accerchiato dalla folla inferocita che reclamava il rilascio dell'esponente politico. Il raja, sentendosi minacciato, rilasciò subito Harmohan Patnaik.

### L'indipendenza indiana
Nel 1947 l'indipendenza indiana fermò in parte il malcontento popolare. Il raja Pratap Singh accettò la figura di Harmohan Patnaik quale suo consigliere, ma fu per breve tempo: poco dopo, infatti, lo stato entrò a far parte ufficialmente dell'Unione Indiana. Il raja venne eletto all'assemblea legislativa di Odisha. Successivamente il figlio del raja Shankar Pratap, il generale Kamakhya Prasad Singh Deo, divenne membro del parlamento indiano e ministro.

## Governanti
I governanti avevano il titolo di Raja.

### Raja
- Harisingh Vidyadhara (1530–1594)
- Loknath Ray Singh Bharamarbar (1594–1615)
- Balabhadra Ray Singh (1615–1641)
- Nilakantha Ray Singh (1641–1682)
- Nrusingh Bhramarbar (1682–1708)
- Kunja Behari Bhramarbar (1708–1728)
- Braja Behari Bhramarbar (1728–1741)
- Damodar Bhramarbar (1741–1743)
- Trilochana Deva Mahendra Bahadur (1743–1785)
- Dayanidhi Mahendra Bahadur (1785–1796)
- Ramchandra Mahendra Bahadur (1796–1807)
- Krishna Chandra Mahendra Bahadur (1807–1822)
- Shyam Chandra Mahendra Bahadur (1822–1830)
- Bhagiratha Mahendra Bahadur (1830–1873)
- Pitambar Deo (1873–1877)
- Dinabhandu Mahendra Bahadur (1877–1885)
- Surya Pratap Mahendra Bahadur (29 agosto 1885 – 16 ottobre 1918)
- Shankar Pratap Singh Dev Mahendra (16 ottobre 1918 – 1 gennaio 1948)